# الانتخابات التشريعية الفلسطينية 2006
انتخابات المجلس التشريعي الفلسطيني الثاني وهو السلطة التشريعية للسلطة الوطنية الفلسطينية قد عقدت في 25 يناير 2006. كانت النتيجة انتصارا لحركة حماس التي فازت ب 74 مقعدا من المقاعد ال 132 في حين أن حركة فتح حصلت على 45 مقعدا فقط وحصلت حماس على 44.45٪ من الأصوات في حين حصلت فتح على 41.43٪ والمقاطعات الانتخابية وحصل مرشحو حماس على 41.73٪، وحصل مرشحو حركة فتح على 36.96٪. افتتح المجلس التشريعي في 18 فبراير 2006.
استقال رئيس الوزراء أحمد قريع ولكن بناء على طلب من رئيس السلطة الوطنية الفلسطينية محمود عباس ظل رئيسا مؤقتا للوزراء حتى 19 فبراير 2006 عندما شكل زعيم حماس إسماعيل هنية حكومة جديدة.

## الخلفية
شكلت انتخابات عام 2006 للمرة الثانية أعضاء فلسطينيين منتخبين في المجلس التشريعي الفلسطيني وكانت الانتخابات العامة السابقة قد أجريت في عام 1996. أصدر اتفاق في مارس 2005 إعلان القاهرة الفلسطيني الذي دعا إلى إجراء انتخابات تشريعية بنظام تصويت مختلط حيث كانت انتخابات عام 1996 تستند إلى نظام انتخاب الأغلبية مع الدوائر الانتخابية المتعددة الأعضاء.
كان الناخبون الفلسطينيون في قطاع غزة والضفة الغربية بما في ذلك القدس الشرقية مؤهلين للمشاركة في الانتخابات. في وقت سابق أجريت الانتخابات البلدية لعام 2005 والانتخابات الرئاسية في 9 يناير 2005.
بعد انتصار حماس المذهل في هذه الانتخابات قام محمود عباس من طرف واحد بتغيير نظام التصويت إلى نظام التمثيل النسبي الكامل بموجب مرسوم رئاسي متجاوزا المجلس التشريعي المختل.
أنفقت الولايات المتحدة 2.3 مليون دولار أمريكي في الوكالة الأمريكية للتنمية الدولية على دعم الانتخابات الفلسطينية ويزعم أنها تهدف إلى تعزيز صورة الرئيس عباس وحركة فتح. استخدمت مكاتب الوكالة الأمريكية للتنمية الدولية حسابات الإنفاق التقديرية لمشاريع مختلفة بما في ذلك زرع الأشجار وإضافات في الفصل الدراسي وكرات لكرة القدم وتنظيف الشوارع وأجهزة حاسوب في المراكز المجتمعية. قامت الوكالة الأمريكية للتنمية الدولية بإزالة متطلباتها التجارية المعتادة على الأنشطة التي ترعاها. اتهمت الولايات المتحدة بمحاولة التأثير على نتيجة الانتخابات.

## النظام الانتخابي

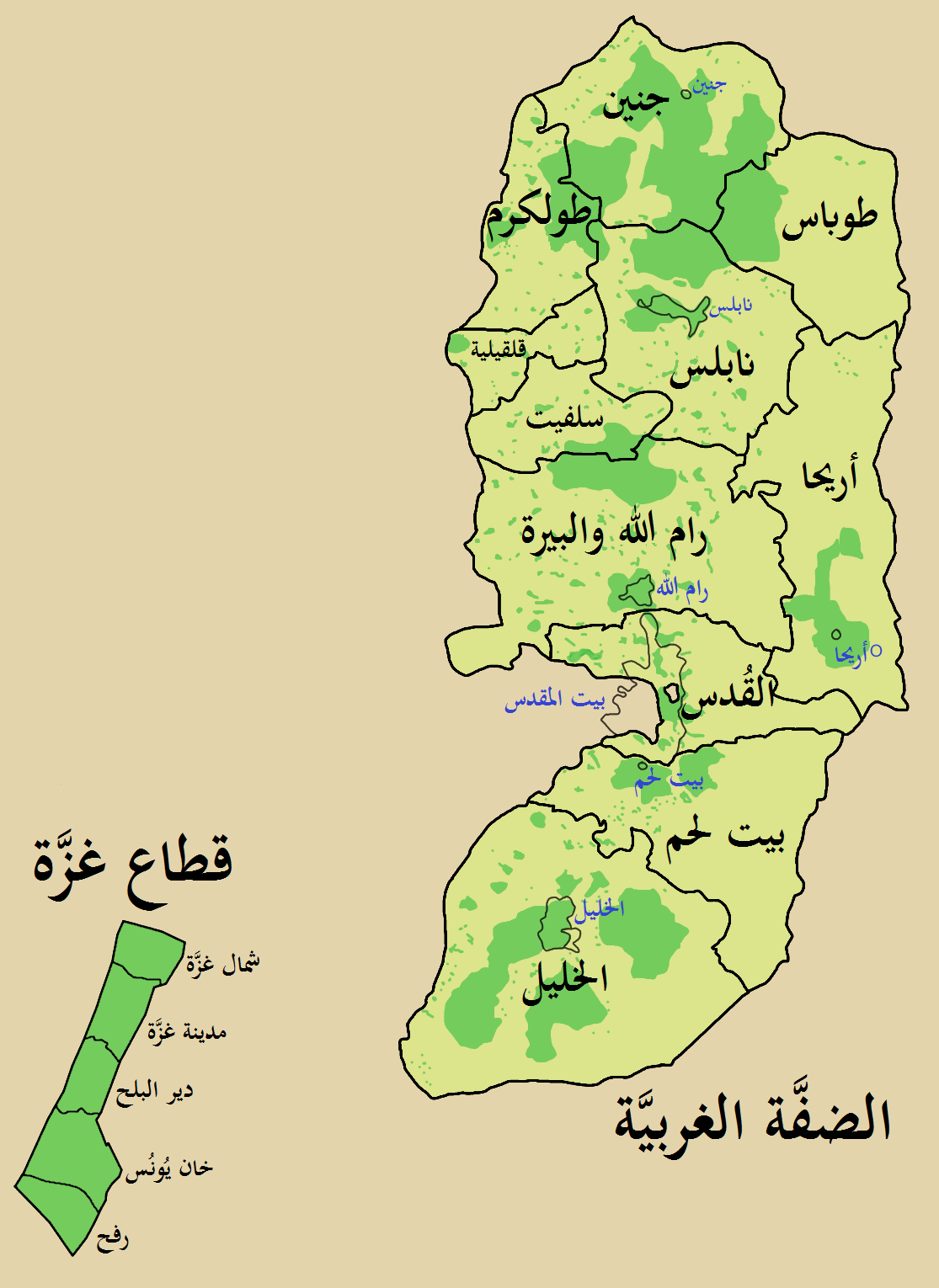
خريطة تبين الدوائر الانتخابية ومناطق السيطرة الفلسطينية الرسمية (الخضراء).

اختارت الانتخابات السابقة 88 عضوا في المجلس التشريعي من عدة دوائر انتخابية متعددة عن طريق التصويت كتلة. قبل انتخابات عام 2006 تم تغيير قانون الانتخابات الفلسطيني لتوسيع المجلس التشريعي من 88 إلى 132 مقعدا وإدخال درجة من التمثيل النسبي عن طريق نظام التصويت الموازي. قسم نظام التصويت المختلط المقاعد الانتخابية للمجلس التشريعي إلى مجموعتين: 50٪ انتخبوا من خلال التمثيل النسبي في الأراضي الفلسطينية المحتلة كمنطقة واحدة و50٪ من قبل نظام الأغلبية في مختلف المناطق.
يحصل كل ناخب على اقتراعين. في الأول يختار الناخب واحدة من عدة قوائم الحزب على الصعيد الوطني. يتم توزيع 66 مقعدا من مقاعد المجلس التشريعي بالتناسب (وفقا لطريقة سانت لاغوي) لتلك القوائم التي تحصل على أكثر من 2٪ من مجموع الأصوات. إذا تلقت القائمة ستة مقاعد يتم انتخاب المرشحين الستة في أعلى القائمة إلى المجلس التشريعي الفلسطيني. يجب أن تتضمن كل قائمة امرأة واحدة على الأقل في الأسماء الثلاثة الأولى وامرأة واحدة على الأقل في الأسماء الأربعة التالية وامرأة واحدة على الأقل من الأسماء الخمسة التالية.
الاقتراع الثاني مخصص للدائرة الانتخابية المحلية. يمكن للناخبين أن يصل إلى أكبر عدد ممكن من الأصوات للمرشحين الفرديين حيث أن هناك مقاعد في الدائرة الانتخابية. الأصوات غير مرجحة ويتم انتخاب حاصلين على أعلى الأصوات في المجلس التشريعي الفلسطيني. على سبيل المثال يمكن للناخب في منطقة نابلس أن يصل إلى ستة أصوات وينتخب المرشحون الستة الذين حصلوا على أعلى عدد من الأصوات.
في بعض الدوائر الانتخابية يتم تخصيص مقعد أو مقعدين للمرشحين المسيحيين الذين حصلوا على أكبر عدد من الأصوات. على سبيل المثال في رام الله الدائرة الانتخابية المكونة من خمسة مقاعد سيتم انتخاب المرشح المسيحي الذي حصل على أكبر عدد من الأصوات في المجلس التشريعي حتى لو لم يكن من بين المرشحين الخمسة الأوائل. تعتبر المقاعد الستة المخصصة للمسيحيين الحصة الدنيا لتمثيلهم في المجلس.
يتحدد عدد المقاعد التي تتلقاها كل دائرة انتخابية من قبل سكانها فإن التوزيع هو كما يلي:
- القدس: 6 مقاعد (2 مخصصة للمسيحيين)
- طوباس: مقعد واحد
- طولكرم: 3 مقاعد
- قلقيلية: مقعدان
- سلفيت: مقعد واحد
- نابلس: 6 مقاعد
- أريحا: مقعد واحد
- رام الله: 5 مقاعد (واحدة مخصصة للمسيحيين)
- جنين: 4 مقاعد
- بيت لحم: 4 مقاعد (2 مخصصة للمسيحيين)
- الخليل: 9 مقاعد
- شمال غزة: 5 مقاعد
- غزة: 8 مقاعد (1 مخصصة للمسيحيين)
- دير البلح: 3 مقاعد
- خان يونس: 5 مقاعد
- رفح: 3 مقاعد
- المجموع: 66 مقعدا (6 مقاعد مخصصة للمسيحيين)

## الحملة

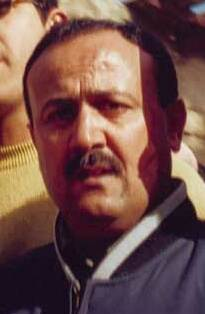
مروان البرغوثي.

### فتح
قبل انتخابات عام 2006 كانت حركة فتح تسيطر على حزب المؤتمر التشريعي الذي شغل 68 من أصل 88 مقعدا. ومع ذلك كانت فتح قد صدمت من قبل الصراع الداخلي قبل الانتخابات وشخصيات أصغر سنا وأكثر شعبية مثل محمد دحلان الذي شارك في مفاوضات اتفاقات أوسلو عام 1993 ومروان البرغوثي (هذا الأخير يقضي حاليا خمسة أحكام بالسجن مدى الحياة في سجن إسرائيلي على تهم لها علاقة بالإرهاب) بتهمة مزاعم الفساد ضد قيادة فتح. نظمت فتح انتخابات أولية لتحديد أعضاء القائمة ولكن النتائج متنازع عليها والقوائم المركزية فرضت في بعض المناطق. قدم الفصيل الأصغر سنا قائمة أطلق عليها اسم المستقبل برئاسة البرغوثي. ومع ذلك في 28 ديسمبر 2005 وافقت قيادة الفصيلين على تقديم قائمة واحدة للناخبين برئاسة البرغوثي الذي بدأ بنشاط حملة لحركة فتح من زنزانته السجن. على الرغم من ذلك لم يتم التوفيق بين المجموعتين بشكل كامل.

### قائمة حماس
كان العنصر الرئيسي في هذه القائمة هو حركة حماس الإسلامية المنافس الرئيسي لفتح على الساحة السياسية الفلسطينية. رفضت حماس الاعتراف بحق إسرائيل في الوجود. رفضت حماس المشاركة في انتخابات عام 1996 لأنها تعتبر السلطة الوطنية الفلسطينية غير شرعية بسبب مفاوضاتها مع إسرائيل. في حين أنه لم يتغير هذا الموقف فإنه قدم المرشحين في عام 2006. الذهاب إلى الانتخابات كان له زخما كبيرا بسبب نجاح الانتخابات غير متوقع في الانتخابات البلدية في عام 2005.
إن احتمال قيام السلطة الوطنية الفلسطينية التي تهيمن عليها حماس أثار قلق الحكومات الغربية التي تعتبرها عالميا تقريبا جماعة إرهابية والتي تقدم مساعدات أجنبية تشكل ما يقرب من نصف ميزانية السلطة الوطنية الفلسطينية. كان الخوف من انتصار حماس كان الفضل إلى حد كبير في قيادة المصالحة بين قائمة فتح الرئيسية وفصيل المستقبل الانفصالي.

### فلسطين المستقلة
ترأس قائمة فلسطين المستقلة مصطفى البرغوثي وهو قريب بعيد لمروان البرغوثي. جاء مصطفى البرغوثي في المرتبة الثانية في انتخابات الرئاسة الفلسطينية عام 2005. كان العنصر الرئيسي في هذه القائمة هو المبادرة الوطنية الفلسطينية. وعدت القائمة بمحاربة الفساد والمحسوبية والمطالبة بتفكيك الجدار الإسرائيلي في الضفة الغربية الذي يقصد به جدار الفصل العنصري وتوفير طريقة ثالثة ديمقراطية ومستقلة حقا بالنسبة للغالبية العظمى الصامتة والناخبون الفلسطينيون غير الممثلين الذين لا يؤيدون الاستبداد والفساد لحزب فتح الحاكم ولا الأصولية لحماس.

### أبو علي مصطفى
تم تشكيل هذه القائمة من قبل الجبهة الشعبية لتحرير فلسطين وتم تسمية أبو علي مصطفى الأمين العام للجبهة الشعبية لتحرير فلسطين الذي اغتالته القوات الإسرائيلية في عام 2001. الجبهة الشعبية لتحرير فلسطين هي ثاني أكبر عضو في منظمة التحرير الفلسطينية بعد فتح.

### الطريق الثالث
ترأس قائمة الطريق الثالث وزير المالية سلام فياض ووزيرة التعليم العالي والبحوث السابقة في السلطة الوطنية الفلسطينية حنان عشراوي. ركزت برامجهم على إصلاح قوات الأمن والتحسينات الديمقراطية والتقدم الاجتماعي والاقتصادي.
في الفترة التي سبقت الانتخابات اتهم زعيم فتح في نابلس الطريق الثالث لتلقي الأموال من وكالة المخابرات المركزية.

### البديل
كانت القائمة البديل تحالفا للجبهة الديمقراطية لتحرير فلسطين وحزب الشعب الفلسطيني والاتحاد الديمقراطي الفلسطيني ومختلف المستقلين. ترأس القائمة قيس عبد الكريم (أبو ليلى) من الجبهة الديمقراطية لتحرير فلسطين. حصل مرشح حزب الشعب الفلسطيني على 2.67٪ في الانتخابات الرئاسية الفلسطينية 2005. في تصويت القائمة كان أفضل تصويت له 6.6٪ في بيت لحم ثم 4.5٪ في رام الله والبيرة و4.0٪ في نابلس.

### وعد
كما كانت قائمة الوعد التي تعرف أيضا باسم الائتلاف الوطني من أجل العدالة والديمقراطية برئاسة إياد السراج الذي كان مستشارا للوفد الفلسطيني في قمة كامب ديفيد 2000 ويرأس مجموعة من الأكاديميين الفلسطينيين والإسرائيليين يعملون نحو. المنصة الرئيسية للقائمة هي الإصلاحات الأمنية وإرساء سيادة القانون واحترام حقوق الإنسان.

## استطلاعات الرأي
أجرى المركز الفلسطيني للبحوث السياسية والمسحية استطلاعا ل 1366 شخصا بالغين في الضفة الغربية وقطاع غزة في أوائل ديسمبر 2005 على نواياهم الانتخابية في الاستطلاع التشريعي الذي أشار إلى الدعم التالي:
- فتح: 50٪
- حماس: 32٪
- أخرى: 9٪
- غير محدد: 9٪

شمل الاستطلاع الثاني الذي أجراه المركز بين 29 ديسمبر و 31 ديسمبر 4560 ناخبا محتملا وقدم النتائج التالية:
- فتح: 43٪
- حماس: 25٪
- فلسطين المستقلة: 5٪
- الشهيد أبو علي مصطفى: 3٪
- البديل: 2٪
- الطريق الثالث: 2٪
- غير محدد: 19٪

ولا يتوقع أن تتجاوز القوائم الأخرى عتبة 2٪.
أظهر استطلاع للرأي أجري في استطلاعات الرأي العام الفلسطيني الذي أجري في 5 و 6 يناير والذي شمل 1360 شخصا انحرافا آخر عن فتح.
- فتح 39.3٪
- حماس: 31.3٪
- فلسطين المستقلة: 10.4٪
- الشهيد أبو علي مصطفى: 6.8٪
- الطريق الثالث: 5.5٪

ولا يتوقع أن تتجاوز القوائم الأخرى عتبة 2٪.

## السلوك

### إعاقة إسرائيلية
في الفترة التي سبقت الانتخابات شنت إسرائيل في 26 سبتمبر 2005 حملة اعتقال ضد أعضاء المجلس التشريعي. تم اعتقال 450 من أعضاء حماس وكان معظمهم مشاركين في انتخابات المجلس التشريعي لعام 2006. ظل معظمهم قيد الاحتجاز الإداري لفترات مختلفة. في فترة الانتخابات تم القبض على 15 من أعضاء المجلس التشريعي الفلسطيني واحتجزوا كسجناء سياسيين.
خلال الانتخابات منعت السلطات الإسرائيلية المرشحين من تنظيم حملات انتخابية داخل القدس. حظرت التجمعات والاجتماعات العامة. كما تم إلغاء بطاقات هوية القدس لبعض أعضاء المجلس التشريعي. انتقد مركز كارتر الذي رصد الانتخابات اعتقالات الأشخاص المذنبين بترشحهم للفوز بمقعد برلماني في انتخابات مفتوحة ونزيهة لا أكثر.

#### التصويت في القدس الشرقية
في 21 ديسمبر 2005 أعلن المسؤولون الإسرائيليون عزمهم على منع التصويت في القدس الشرقية التي تخضع على عكس معظم المناطق التي يسكنها الفلسطينيون والمخططون للمشاركة في الانتخابات للسيطرة المدنية والعسكرية الإسرائيلية. (ضمت إسرائيل القدس الشرقية في أعقاب حرب 1967 وهذه الخطوة لم تعترف بها معظم الحكومات الأخرى أو السلطة الوطنية الفلسطينية التي تدعي القدس عاصمة فلسطينية). لم يكن الدافع الذي أعلنته إسرائيل هو الحجة حول السيادة على السماح للناخبين الفلسطينيين في القدس الشرقية بالتصويت في انتخابات السلطة الوطنية الفلسطينية السابقة على الرغم من النزاع ولكن القلق بشأن مشاركة حماس في الانتخابات المحتملة. احتجزت الشرطة الإسرائيلية كل من محمد أبو طير ومصطفى البرغوثي وحنان عشراوي لفترة وجيزة عندما حاولوا القيام بحملات في القدس الشرقية. ردا على ذلك ذكر مسؤولو السلطة الوطنية الفلسطينية أن الانتخابات لن تجرى إذا لم يتمكن الناخبون في القدس الشرقية من المشاركة على الرغم من أن هذا التحرك كان ذريعة لتأجيل الانتخابات التي قد تفقدها حركة فتح لحركة حماس من النقاش حول المبدأ.
بعد موافقة القطاع الخاص على استخدام هذه القضية ذريعة لتأجيل الانتخابات مرة أخرى لتفادي المكاسب الانتخابية لحماس أثار المسؤولون الإسرائيليون والفلسطينيون هذه المسألة مع الولايات المتحدة. لكن رئيس الولايات المتحدة جورج دبليو بوش أوضح أن الانتخابات يجب أن تمضي قدما كما هو مقرر.
في 10 يناير 2006 أعلن مسؤولون إسرائيليون أن عددا محدودا من الفلسطينيين في القدس الشرقية سيكونون قادرين على الإدلاء بأصواتهم في مكاتب البريد كما فعلوا في عام 1996. سيسمح للمرشحين الفلسطينيين أيضا بالقيام بحملات في القدس الشرقية طالما أنهم يسجلون مع الشرطة الإسرائيلية وقال متحدث باسم الشرطة أن أي شخص مؤيد لحماس لن يحصل على إذن. اعتقلت الشرطة الإسرائيلية ناشطي حماس وأغلقت ما لا يقل عن ثلاثة مكاتب انتخابية تابعة لحماس في القدس الشرقية خلال الحملة.
في يوم الانتخاب جرت صناديق الاقتراع في مكاتب البريد الإسرائيلية داخل القدس. كان ضباط الشرطة الإسرائيليون حاضرين لمراقبة سير الانتخابات. في نهاية اليوم نقلت السلطات الإسرائيلية صناديق الاقتراع إلى السلطة الوطنية الفلسطينية.

### الجو العام
قام وفد مراقب دولي يضم 84 عضوا بمراقبة الانتخابات. رأت أن الانتخابات كانت سلمية وتدار بشكل جيد. ضم سبعة وعشرون عضوا في البرلمان الأوروبي. وصف إدوارد ماكميلان - سكوت رئيس فريق الرصد البريطاني المحافظ في البرلمان الأوروبي استطلاعات الرأي بأنها محترفة للغاية تمشيا مع المعايير الدولية وحرة وشفافة وبدون عنف. قال زميله الشيوعي الإيطالي مويبا لويجا مورغانتيني أن هناك موقفا مهنيا للغاية وكفاءة واحترام للقواعد. أغلقت جميع مراكز الاقتراع في الوقت المحدد (7 مساء) باستثناء القدس الشرقية حيث تم تمديد التصويت لساعتين إضافيتين. احتجت حماس على هذا التمديد مدعية أنها خدمت فقط فتح. ذكرت لجنة الانتخابات المركزية أن ساعات التصويت تمدد بناء على موافقة السلطات الإسرائيلية بسبب الطوابير الطويلة بسبب عرقلة العاملين في مكتب البريد.
طالبت حركة الجهاد الإسلامي في فلسطين الفلسطينيين بمقاطعة الانتخابات.

### الخروج من استطلاعات الرأي
أظهرت استطلاعات الرأي أن حركة فتح فازت بمقاعد أكثر من حماس ولكن لم تكن غالبية مقاعد المجلس التشريعي الفلسطيني. أظهر استطلاع للرأي أجراه المركز الفلسطيني للبحوث السياسية والمسحية أن فتح حصلت على 42٪ من الأصوات الوطنية وحماس 35٪. وكان هامش الخطأ 4٪. استطلاع آخر أجرته جامعة بيرزيت ينظر إليه إلى حد كبير على أنه التقدير الأكثر حجية فقد حصل فتح على 46.4٪ من الأصوات وحماس بنسبة 39.5٪. كان توقعهم المبدئي لتخصيص المقاعد قد حصل على 63 مقعدا أي أربعة أقل من الأغلبية وحماس 58 وقائمة الشهيد أبو علي مصطفى 3 والطريق الثالث 2 وفلسطين المستقلة 2 والبديل 2 واثنين من المستقلين.
بيد أن قادة حماس وفتح أعلنوا صباح يوم الخميس أن حماس من المتوقع أن تحصل على أغلبية. قال إسماعيل هنية الذي تصدر قائمة حماس أن «حماس فازت بأكثر من 70 مقعدا في غزة والضفة الغربية». كما ادعى مشير المصري زعيم حماس أن الحزب سيحصل على 77 مقعدا. أفادت قناة الجزيرة أن مسؤولي فتح يعترفون بالهزيمة. استقال رئيس الوزراء أحمد قريع صباح الخميس مع حكومته قائلا أنه يتوجب على حماس الآن تشكيل حكومة. دعا زعيم حركة حماس إلى شراكة سياسية مع حركة فتح لكن زعيم فتح البارز جبريل الرجوب رفض تحالفا ودعا حركة فتح إلى تشكيل معارضة مسؤولة.
فيما يتعلق بالمخاوف الرئيسية التي تحكم التصويت اعتبر 37٪ أنها السلامة والأمن في حين أن 25٪ يؤيدون انخفاض الفساد.
كشف استطلاع للرأي أجرته شركة الشرق الأدنى للاستشارات في 15 فبراير 2006 بشأن الناخبين المشاركين في انتخابات السلطة الفلسطينية لعام 2006 عن الردود التالية على الشواغل الرئيسية:
دعم اتفاق سلام مع إسرائيل: 79.5٪ دعما؛ 15.5٪ في المعارضة
إذا قامت حماس بتغيير سياساتها تجاه إسرائيل: نعم - 75.2٪. لا - 24.8٪
تحت فساد حماس سوف تنخفض: نعم - 78.1٪. لا - 21.9٪
في ظل تحسن الأمن الداخلي لحماس: نعم - 67.8٪. لا - 32.2٪
أولويات حكومة حماس: 1) مكافحة الفساد؛ 2) إنهاء الفوضى الأمنية. 3) حل الفقر / البطالة
دعم تأثير حماس على المصلحة الوطنية: إيجابي - 66.7 &؛ سلبي - 28.5٪
دعم حكومة الوحدة الوطنية ؟: نعم - 81.4٪. لا - 18.6٪
رفض قرار فتح بعدم الانضمام إلى حكومة وحدة وطنية: نعم - 72.5٪. لا - 27.5٪
الرضا عن نتائج الانتخابات: 64.2٪ راض؛ 35.8٪ غير راضين
لخص الرأي العام العالمي المرشحين لانتخابات الانتخابات على النحو التالي:
إلا أن الاقتراع الجديد بعد الانتخابات يشير إلى أن ثلثي الفلسطينيين يعتقدون أنه يتعين على حماس تغيير سياستها برفض حق إسرائيل في الوجود. يدعم معظمهم أيضا حل الدولتين للصراع الإسرائيلي الفلسطيني. تشير استطلاعات الرأي بعد الانتخابات إلى أن انتصار حماس يرجع إلى حد كبير إلى رغبة الفلسطينيين في إنهاء الفساد في الحكومة بدلا من دعم المنصة السياسية للمنظمة.

### ردود فعل المراقب المستقل
أفاد المعهد الديمقراطي الوطني في شراكة مع مركز كارتر بأداء مهني ونزيه لمسؤولي الانتخابات. أفاد وفد الاتحاد الأوروبي بأنه ليس هناك ما يشير إلى أن النتيجة النهائية لم تكن النتيجة التي اختارها الناخبون. خلص تقرير لجنة الانتخابات المركزية للمؤتمر عن انتخابات عام 2006 إلى أن الانتخابات أشرف عليها 17268 مراقبا محليا استفاد منها 900 مراقب دولي مؤهل ... وافقت إدارة بوش على نتائج الانتخابات التشريعية الفلسطينية وأثنت على السلطة الوطنية الفلسطينية لعقد انتخابات حرة والانتخابات النزيهة ... كان إجراء الانتخابات يعتبر على نطاق واسع أنه حر ونزيه".

## النتائج

أصدرت اللجنة المركزية للانتخابات النتائج النهائية يوم الأحد 29 يناير 2006 وأعلنت أن حماس فازت ب 74 مقعدا من بين 132 مقعدا في حين أن حركة فتح بلغت 45 مقعدا.
وفقا للنتائج فازت حماس بالغالبية العظمى من مقاعد الدوائر الانتخابية لكنها كانت أكثر تقدما على القوائم. تغلب فتح على حماس في الدوائر الانتخابية في قلقيلية ورفح وأريحا. تم تقسيم جنين بالتساوي وحصلت فتح على المقاعد المخصصة للمسيحيين في بيت لحم والقدس ورام الله.
قالت لجنة الانتخابات المركزية أن نسبة الاقبال كانت 74.6٪ -76.0٪ في قطاع غزة و73.1٪ في الضفة الغربية.
| الحزب                                       | مقاعد التمثيل النسبي | مقاعد التمثيل النسبي | مقاعد التمثيل النسبي | مقاعد الدائرة الانتخابية | مقاعد الدائرة الانتخابية | مقاعد الدائرة الانتخابية | مجموع المقاعد |
| الحزب                                       | الأصوات              | %                    | المقاعد              | الأصوات                  | %                        | المقاعد                  | مجموع المقاعد |
| ------------------------------------------- | -------------------- | -------------------- | -------------------- | ------------------------ | ------------------------ | ------------------------ | ------------- |
| حركة حماس                                   | 440,409              | 44.45                | 29                   | 1,932,168                | 40.82                    | 45                       | 74            |
| حركة فتح                                    | 410,554              | 41.43                | 28                   | 1,684,441                | 35.58                    | 17                       | 45            |
| الشهيد أبو علي مصطفى                        | 42,101               | 4.25                 | 3                    | 140,074                  | 2.96                     | 0                        | 3             |
| البديل                                      | 28,973               | 2.92                 | 2                    | 8,216                    | 0.17                     | 0                        | 2             |
| فلسطين المستقلة                             | 26,909               | 2.72                 | 2                    | –                        | –                        | –                        | 2             |
| الطريق الثالث                               | 23,862               | 2.41                 | 2                    | –                        | –                        | –                        | 2             |
| جبهة النضال الشعبي الفلسطيني                | 7,127                | 0.72                 | 0                    | 8,821                    | 0.19                     | 0                        | 0             |
| الجبهة العربية الفلسطينية                   | 4,398                | 0.44                 | 0                    | 3,446                    | 0.07                     | 0                        | 0             |
| الشهيد أبو العباس                           | 3,011                | 0.30                 | 0                    | –                        | –                        | –                        | 0             |
| الائتلاف الوطني من أجل العدالة والديمقراطية | 1,806                | 0.18                 | 0                    | –                        | –                        | –                        | 0             |
| العدالة الفلسطينية                          | 1,723                | 0.17                 | 0                    | –                        | –                        | –                        | 0             |
| الاتحاد الديمقراطي الفلسطيني                | –                    | –                    | –                    | 3,257                    | 0.07                     | 0                        | 0             |
| مستقلون                                     | –                    | –                    | –                    | 953,465                  | 20.14                    | 4                        | 4             |
| أصوات غير صالحة / فارغة                     | 29,864               | –                    | –                    | –                        | –                        | –                        | –             |
| المجموع                                     | 1,020,737            | 100                  | 66                   | 4,733,888                | 100                      | 66                       | 132           |
| الناخبين المسجلين / الإقبال                 | 1,341,671            | 76.07                | –                    | –                        | –                        | –                        | –             |
| Sources: IFES, CEC                          |                      |                      |                      |                          |                          |                          |               |

## فيما بعد

### الحكومة الجديدة
استقال رئيس الوزراء أحمد قريع ولكن بناء على طلب الرئيس محمود عباس ظل رئيسا مؤقتا للوزراء حتى 19 فبراير 2006. في 29 مارس 2006 شكل رئيس حركة حماس إسماعيل هنية حكومة جديدة.

### احتجاز الوزراء وأعضاء المجلس التشريعي
بعد اعتقال جلعاد شاليت في 25 يونيو 2006 شنت إسرائيل سلسلة من الغارات على غزة والضفة الغربية. دمرت إسرائيل البنية التحتية المدنية واعتقلت العشرات من أنصار حماس بمن فيهم وزراء مجلس الوزراء المنتخبين وأعضاء المجلس التشريعي. في 28 يونيو قام الجيش بغزو غزة وأدت الغارات الجوية إلى قصف الهياكل الأساسية مثل الجسور ومحطة الكهرباء. في 29 يونيو اعتقل الجيش الإسرائيلي من الضفة الغربية 8 وزراء و 26 عضوا من أعضاء المجلس التشريعي بالإضافة إلى العديد من القادة السياسيين الآخرين. بحلول أغسطس 2006 اعتقلت إسرائيل 49 من كبار مسؤولي حماس وجميعهم من الضفة الغربية منهم 33 برلمانيا لأنهم من الناحية الفنية كانوا أعضاء في منظمة إرهابية على الرغم من أنهم قد لا يكونوا ضالعين في أعمال إرهابية بأنفسهم. كان معظم المعتقلين أعضاء معتدلين في حماس وحثوا القادة في غزة على الاعتراف بإسرائيل وضمان قبول الحزب للمجتمع الدولي. اتهمت حماس إسرائيل بمحاولة تدمير السلطة الفلسطينية التي تقودها حماس.

### الجزاءات
فرضت العقوبات الاقتصادية المفروضة على السلطة الوطنية الفلسطينية وأفراد المجلس التشريعي الفلسطيني المنتخبين لحركة حماس من قبل إسرائيل واللجنة الرباعية على الشرق الأوسط ضد السلطة الوطنية الفلسطينية والأراضي الفلسطينية.
في 28 يناير 2006 قالت إسرائيل إنها ستمنع قادة حماس بمن فيهم نواب المجلس التشريعي المنتخبين حديثا من السفر بين قطاع غزة والضفة الغربية. في 29 يناير قال إيهود أولمرت أنه بعد أن تشكل حماس حكومة ستوقف إسرائيل نقل الرسوم والضرائب الجمركية للسلطة الوطنية الفلسطينية التي كانت قد جمعتها بالنيابة عنها حتى تشعر بالارتياح بأنها لن تنتهي في أيدي إرهابيين. أعلنت وزيرة الخارجية الأمريكية كونداليسا رايس أن الولايات المتحدة تريد من الدول الأخرى قطع المساعدات لحكومة فلسطينية بقيادة حماس واستبعاد أي مساعدات مالية أمريكية لحكومة حماس. في 17 فبراير قبل يوم واحد من أداء المجلس التشريعي الجديد اليمين أعادت الحكومة الحالية بقيادة فتح 50 مليون دولار مساعدات أمريكية لم تكن واشنطن العاصمة تريد أن تذهب إلى الحكومة الجديدة. تم تخصيص الأموال لمشاريع البنية التحتية في غزة.
في 30 يناير دعت اللجنة الرباعية للمراجعة الدعم لتشكيل الحكومة المقبلة ضد التزامها بمبادئ اللاعنف والاعتراف بإسرائيل وقبول الاتفاقات والالتزامات السابقة بما فيها خريطة الطريق.

### التساؤل عن الحق في الحكم
قبل انتخابات عام 2006 كانت إسرائيل تشعر بالقلق من أن حماس قد تفوز بما يكفي من المقاعد التي يمكنها المطالبة بموقف في الحكومة. لم يكن الرئيس الاميركي جورج بوش مستعدا للضغط من أجل استبعاد حماس من العملية الانتخابية. كان أبو مازن واثقا من أن فتح ستفوز بالانتخابات كما كان بوش الذي حث على إجراء الانتخابات. لاحظت صحيفة الجارديان البريطانية أن الانتخابات غير المتوقعة التي فازت بها حماس اعتبرت إهانة للفرضية المركزية لسياسة إدارة بوش في الشرق الأوسط وأن الانتخابات الديمقراطية ستؤدي بلا شك إلى حكومات موالية للغرب.

### معوقات فتح بعد الانتخابات
استقال رئيس الوزراء الفلسطينى قريع وحكومته حتى قبل الإعلان عن النتائج النهائية رسميا. رفضت فتح الانضمام إلى تحالف جديد بقيادة حماس. سيطلب الرئيس عباس من حماس تشكيل الحكومة المقبلة. في 26 يناير 2006 قال زعيم فتح صائب عريقات أن حزبه لا يريد الانضمام إلى حكومة حماس. قررت اللجنة المركزية لحركة فتح أن حركة فتح لن تنضم إلى الحكومة المقبلة لكنها قالت أنها ستعتمد على الرئيس عباس. في 28 يناير 2006 أعلنت حماس أنها ستحاول تشكيل حكومة تكنوقراط إذا لم يكن من الممكن إقامة حكومة مع فتح وجميع المجموعات السياسية. في 29 يناير 2006 أكد نواب المجلس التشريعي الفلسطيني من حركة فتح بعد محادثات مع عباس أن فصيلهم لن ينضموا إلى حماس في حكومة ائتلافية ويفضلون الجلوس في المعارضة رغم دعوات حماس إلى شراكة سياسية. غير أن اللجنة المركزية لحركة فتح لم تناقش القرار وتصدق عليه.
شكلت حماس حكومة بدون فتح الحزب العلماني الذي سيطر على السياسة الفلسطينية لعقود. عين إسماعيل هنية رئيسا للوزراء في 16 فبراير 2006 وأدى اليمين في 29 مارس 2006. تدهورت الأوضاع على أرض الواقع على الفور تقريبا لأن حركة فتح لم تأخذ الهزيمة بسهولة. تم التعبير عن توترات فتح وحماس في تدهور كبير للقانون والنظام وأدت حوادث العنف المفتوح بين المجموعتين إلى سقوط عشرات القتلى وخاصة في قطاع غزة. في سبتمبر 2006 وبدعم من فتح اضطر القطاع العام الذي لم يكاد يتقاضى أجرا منذ مارس إلى الإضراب. لقد أراد الاندماجيون فتح مساعدة حماس على أن تصبح أكثر اعتدالا حتى يصبح الائتلاف ممكنا. الحرس القديم لفتح من جهة أخرى أراد استبعاد حماس من العملية السياسية من خلال ضمان فشلها.
بعد أشهر من المحادثات المتقطعة وقعت حركة فتح وحماس في 8 فبراير 2007 اتفاقا لتشكيل حكومة وحدة وطنية تهدف إلى إنهاء تشنج العنف وحظر المساعدات الدولية الذي أعقب تشكيل الحكومة الأولى التي تقودها حماس.
بعد أن استولت حماس على غزة في 14 يونيو 2007 في معركة غزة (2007) رفض رئيس السلطة الوطنية الفلسطينية محمود عباس حكومة الائتلاف التي تقودها حماس وعين في 15 يونيو 2007 سلام فياض رئيسا للوزراء لتشكيل حكومة جديدة. اعترضت حماس على هذه الخطوة بأنها غير قانونية. على الرغم من أن سلطة الحكومة الجديدة يزعم أنها تمتد لتشمل جميع الأراضي الفلسطينية فهي تقتصر في الواقع على المناطق الخاضعة للسلطة الفلسطينية في الضفة الغربية وتستبعد غزة. هكذا انتهى حق حماس في قيادة حكومة السلطة الفلسطينية.

### عقبات أمريكية ما بعد الانتخابات
قبل انتخابات يناير 2006 مباشرة وبعد أن شهد مجلس النواب مكاسب في الانتخابات البلدية مرر مجلس النواب 575 (16 ديسمبر 2005) مؤكدا أنه لا ينبغي السماح للجماعات الإرهابية مثل حماس بالمشاركة في الانتخابات الفلسطينية إلى أن تعترف هذه المنظمات بحق إسرائيل في الوجود كدولة يهودية ووقف التحريض وإدانة الإرهاب ونزع سلاحها وتفكيكها بشكل دائم. اختارت السلطة الوطنية الفلسطينية تجاهل هذا القرار الخارجي: «أيد رئيس السلطة الوطنية الفلسطينية محمود عباس الموافقة غير المشروطة على المشاركة الانتخابية لحماس معتبرا أنه يمكن أن يشترك في حماس داخل السياسة الفلسطينية أضعاف».
ذكرت صحيفة نيويورك تايمز في فبراير 2006 أن الولايات المتحدة وإسرائيل تناقشان سبل زعزعة استقرار الحكومة الفلسطينية حتى يفشل مسؤولو حماس المنتخبون حديثا وستتم الدعوة إلى الانتخابات مرة أخرى. القصد من ذلك هو تجويع السلطة الوطنية الفلسطينية من المال والروابط الدولية إلى النقطة التي يضطر فيها رئيسها محمود عباس بعد أشهر من الآن إلى إجراء انتخابات جديدة.
تم الكشف عن كم من الأمور الأخرى التي سيتم اتخاذها في أبريل 2008. قال توم سيغيف (في هآرتس):
في أبريل 2008 نشرت فانيتي فير «قنبلة غزة»:
حصلت صحيفة فانيتي فير على وثائق سرية تؤكدها مصادر في الولايات المتحدة وفلسطين وهي مبادرة عارية وافق عليها بوش ونفذتها وزيرة الخارجية كوندوليزا رايس ونائب مستشار الأمن القومي إليوت أبرامز لإثارة حرب أهلية فلسطينية. كانت الخطة للقوات التي يقودها دحلان ومسلحون بأسلحة جديدة تم توفيرها بناء على طلب أميركا لإعطاء فتح العضلات التي تحتاجها لإخراج الحكومة التي تقودها حركة حماس المنتخبة ديمقراطيا من السلطة. (رفضت وزارة الخارجية التعليق).
أكدت صحيفة جيروسالم بوست أن الوثائق التي ذكرها فانيتي فير قد أكدت من مصادر في وزارة الخارجية الأمريكية والمسؤولين الفلسطينيين وأضاف:
نقلت صحيفة آيرش تايمز الإيرانية والمحلل السياسي توم سيغيف المقال الأصلي عن مقالة بعنوان خليج الخنازير في غزة وكذلك سوزان غولدنبرغ من صحيفة الجارديان التي أضافت تكلفة الرواتب والتدريب والأسلحة عند 1.27 مليار دولار (640 مليون جنيه استرليني) على مدى خمس سنوات.
أكد معرض فانيتي فير لعام 2008 الذي يعتزم عكس مسار الانتخابات البرلمانية الديموقراطية التي جرت في عام 2006 تقريرا صادرا في يناير 2007 قبل أكثر من عام من قبل أليستير كروك:
على مدى الاثني عشر شهرا الماضية قدمت الولايات المتحدة أسلحة وذخائر وتدريب لنشطاء فتح الفلسطينيين للقبض على حماس في شوارع غزة والضفة الغربية. تم تدريب عدد كبير من نشطاء فتح وتخريجهم من معسكرين أحدهما في رام الله والآخر في أريحا. أصبحت الإمدادات من البنادق والذخيرة التي بدأت مجرد هزيلة سيل الآن (هآرتس تقارير الولايات المتحدة قد حددت 86.4 مليون دولار لتفاصيل أمن أبو مازن) وبينما ذهب البرنامج إلى حد كبير دون سابق إنذار في الصحافة الأمريكية وتحدثت علنا عن التعليق عليها في وسائل الإعلام العربية.
صوت صوت أمريكا أن إدارة بوش نفت تقرير فانيتي فير. كان ذلك أقل مصداقية في التقارير التي صدرت قبل شهور من أن أعضاء حماس قدموا اليوم قائمة أولية بما ادعوا أنه مئات الملايين من الدولارات في الأسلحة والمعدات الأمريكية التي تم الاستيلاء عليها خلال انقلاب الأسبوع الماضي ضد منظمات فتح التي تدعمها الولايات المتحدة في رئيس السلطة الوطنية الفلسطينية محمود عباس. ... نقلت الولايات المتحدة في السنوات الأخيرة كميات كبيرة من الأسلحة لبناء قوات فتح ضد حماس المتنافسة. قال مسؤولون في حركة حماس في مقابلة مع العديد من المقابلات أنهم سيحتجزون الأسلحة الأمريكية. قال محمد عبد العال المتحدث باسم وكالة فرانس برس أن "ملفات وكالة المخابرات المركزية التي استولينا عليها والتي تتضمن وثائق وأقراص مدمجة وأشرطة مسجلة وأشرطة فيديو هي أكثر أهمية من جميع الأسلحة الأمريكية التي حصلنا عليها في اليومين الأخيرين حيث استولينا على خائن فتح" اللجنة الإرهابية التابعة لحركة المقاومة الشعبية المتحالفة مع حماس".
في عام 2016 ظهر شريط صوتي يعود إلى عام 2006 يحتوي على مقابلة أجراها إيلي تشومسكي للصحافة اليهودية مع هيلاري كلينتون. أعتبرت كلينتون أن دفع الانتخابات «في الأراضي الفلسطينية كان خطأ كبيرا وإذا كنا سندفع للانتخابات فعلينا أن نتأكد من أننا فعلنا شيئا لتحديد من كان».

### العوائق الإسرائيلية التي تعقب الانتخابات
في 31 يناير 2006 قال وزير الدفاع الإسرائيلي موفاز أن فوز حماس في الانتخابات يعطي إسرائيل حافزا لاتخاذ قرار لصالح الانسحاب الأحادي الجانب من الضفة الغربية وأن على إسرائيل أن تضع حدودا جديدة يمكن الدفاع عنها لنفسها.
في فبراير 2006 ذكرت هيئة الإذاعة البريطانية:
في عام 1997 وصفت وزيرة الخارجية الأميركية آنذاك مادلين أولبرايت هذا الحجب من قبل إسرائيل بأموال عائدات من السلطات الفلسطينية غير قانونية.
في يونيو 2006 قال مسؤول عسكري إسرائيلي أن ما مجموعه 64 من مسؤولي حماس اعتقلوا في الصباح الباكر. قال صائب عريقات أن: «سبعة وزراء هم من وزراء حماس البالغ عددهم 23 عضوا و20 نائبا آخرين في المجلس التشريعي المؤلف من 72 مقعدا وليس لدينا أي حكومة وليس لدينا شيء لحليف الرئيس الفلسطيني المعتدل محمود عباس».
في يونيو 2007 ذكرت صحيفة واشنطن بوست أن: "قادة حماس ... اتهموا الأجهزة الأمنية لفتح بالعمل نيابة عن المصالح الإسرائيلية والأمريكية بسبب حزمة مساعدات أمريكية بقيمة 40 مليون دولار لتعزيز قوات عباس. ... دعمت الحكومة الإسرائيلية علنا قوات فتح ضد حماس التي شددت سيطرتها الصارمة على مسؤولي الدفاع الإسرائيليين في غزة.
قال كاتب ويكيليكس بتاريخ 13 يونيو 2007 أن رئيس الأمن في الشين بيت يوفال ديسكين للسفير الأمريكي لدى إسرائيل ريتشارد جونز: «لقد طلبت فتح من إسرائيل المساعدة في الهجوم على حماس» التي وصفها بتطور جديد وغير مسبوق في علاقات القدس مع السلطة الوطنية الفلسطينية.